# Tapirira
Tapirira  es un género de plantas con 36 especies,  perteneciente a la familia de las anacardiáceas.

## Descripción
Son arbustos a árboles grandes; plantas dioicas o poligamodioicas. Hojas alternas, imparipinnadas, raramente paripinnadas, siempreverdes; folíolos opuestos o a veces subopuestos, peciolulados, márgenes enteros. Inflorescencias subterminales, paniculadas, las últimas ramas a veces espigadas; flores pediceladas o sésiles, 5-meras, imbricadas, corola amarillo verdosa, amarilla o color crema; estambres (8–) 10, en 2 series (a veces marcadamente) desiguales, filamentos lineares a subulados; disco intrastaminal 5–10-lobado; ovario 1-locular, densamente pubescente, el único óvulo apical o subapicalmente suspendido, estilos (4–) 5, libres, estigmas capitados. Drupa oblonga, elipsoide, obovoide o globosa, frecuentemente oblicua, morada a negra, mesocarpo delgado y carnoso, endocarpo cartilaginoso (frágil al secarse) u óseo; embrión curvado, cotiledones plano-convexos, a veces con estrías moradas.

## Taxonomía
El género fue descrito por Jean Baptiste Christophore Fusée Aublet y publicado en Histoire des Plantes de la Guiane Françoise 1: 470, t. 188. 1775.  La especie tipo es: Tapirira guianensis Aubl. 

## Especies
- Tapirira acida
- Tapirira bethanniana
- Tapirira bijuga
- Tapirira brenesii
- Tapirira guianensis Aubl. - tapaculo del Orinoco[4]